# Împușcături sub spînzurătoare
Împușcături sub spînzurătoare grafiat și Împușcături sub spânzurătoare  (titlul original: în germană Schüsse unterm Galgen) este un film de aventuri est-german, realizat în 1968 de regizorul Horst Seemann, după motive din romanul Răpit de pirați al scriitorului Robert Louis Stevenson, protagoniști fiind actorii Werner Kanitz, Alena Procházková, Thomas Weisgerber și Herwart Grosse.

## Rezumat
Mijlocul secolului al XVIII-lea în Scoția. David Balfour, fiul unui profesor sărac, află de la tatăl său pe moarte că este moștenitorul de drept al Castelului Balfour, unde locuiește unchiul său Ebenezer. David pornește să-și viziteze moștenirea. Dar unchiul său avid de bani și putere nu este dispus să renunțe, îl ia prizonier pe David și vrea să-l vândă în America ca sclav. Tânărul își găsește prieteni care luptă cu el pentru drepturile sale: nobilul rebel Alan Breck și drăguța țărancă Catriona, care îl iubește. Îl ajută și fermierii exploatati din zonă. Cu toate acestea, când David și-a câștigat drepturile, el renunță voluntar la moștenire. Se distanțează de exploatatori și preferă să ducă o viață simplă cu Catriona.

## Distribuție
- Werner Kanitz – David Balfour
- Alena Procházková – Catriona
- Thomas Weisgerber – Alan Breck
- Herwart Grosse – Alexander Balfour/Ebenezer Balfour
- Hans Hardt-Hardtloff – căpitanul
- Werner Lierck – Joe
- Jochen Thomas – Schäfer
- Helmut Schreiber – boțmanul
- Peter Dommisch – cârmaciul
- Edgar Külow – Roter Fuchs (Vulpea Roșie)
- Gerd E. Schäfer – McMac Charles
- Herbert Köfer – McCharles
- Kati Székely – Katherine
- Gerry Wolff – Sir Gluny
- Nico Turoff – călăul
- Fred Delmare – dl. No
- Horst Papke – caporalul
- Fred Düren – Bauer Scott
- Traudl Kulikowsky – Ellen
- Monica Bielenstein – Peggy
- Gerd Ehlers – Kaufherr Barry
- Rosemarie Herzog – țăranca Scott
- Axel Triebel – ofițerul vârstnic
- Fred Kötteritzsch – preotul
- Gertrud Brendler – țăranca bătrână
- Carmen-Maja Antoni – o fată
- Ernst-Georg Schwill – matrozul tânăr
- Paul Arenkens – Stinkzahn
- Berko Acker – un matroz
- Berndt Renne – un matroz
- Dorothea Garlin – Grace

## Literatură
- Stevenson, Robert Louis, Răpit de pirați, București, 1964: Editura Tineretului, Colecția Cutezătorii, 224 pag.;